# Ревут, Исаак Борисович
Исаак Борисович Ревут (20 сентября 1909, Новый Буг — 6 декабря 1978, Ленинград) — советский учёный, один из основоположников агрофизики, заместитель директора Агрофизического НИИ ВАСХНИЛ (1936—1972), доктор сельскохозяйственных наук, профессор.

## Биография
И. Б. Ревут окончил агрономический факультет Ленинградского сельскохозяйственного института (1931), после чего был направлен в Управление почвенной картографии, где прошёл путь от инженера до начальника почвенной экспедиции.
В 1933 году поступил в аспирантуру во Всесоюзный НИИ удобрений и агропочвоведения, где подготовил и защитил в 1936 году кандидатскую диссертацию по вопросам образования и устойчивости почвенных коллоидов, которая вошла в историю развития советской коллоидной науки. В работе впервые был дан модельный подход к сложной многокомпонентной почвенной системе и предложены оригинальные методы её исследования.
В 1936 году по предложению Президента ВАСХНИЛ академика Н. И. Вавилова И. Б. Ревут был назначен заместителем директора создаваемого академиком А. Ф. Иоффе первого в мире Агрофизического института, директором которого был сам А. Ф. Иоффе.
В период с 1936 по 1954 годы (за исключением 1941—1945 годов, которые он был на фронте) параллельно с административной работой И. Б. Ревут провёл серию пионерных работ по закреплению песков в пустынях с помощью природных материалов и искусственному почвообразованию, на 20 лет опередив аналогичные работы в США, что было отмечено в ряде монографий, появившихся в США в 1960-годы. Ревут провёл успешную апробацию разработанных им методов в Каракумах, Кызылкуме и других пустынях на территории СССР. В последующие годы И. Б. Ревут разработал теорию минимальной обработки почв и успешно реализовал её в крупном масштабе с многомиллионным экономическим эффектом. Теория была признана в ведущих странах Запада.
В 1960-е и 1970-годы И. Б. Ревут разработал принципы использования синтетических материалов для мульчирования и структурообразования почв. Создал новое направление в защите почв от водных и ветровых эрозий. В эти же годы он обосновал методы оценки плодородия почвы по её биологической активности.
В течение многих лет профессор И. Б. Ревут был координатором трёх научных направлений в отделении почвоведения АН СССР. Его научные труды переведены на ряд европейских языков.
И. Б. Ревут создал крупную научную школу, подготовив 25 кандидатов и 2 докторов наук.
И. Б. Ревут похоронен на Серафимовском мемориальном кладбище в Санкт-Петербурге.

## Семья
Отец — Ревут Борис Давыдович, мать — Ревут Анна Ефимовна. Супруга — Ревут Лидия Яковлевна, сыновья Владимир и Борис.

## Основные научные труды
- «Научные основы закрепления песков и искусственного почвообразования», Физматиздат. 1951.
- «Физика в земледелии», Физматиздат, 1960.
- «Физика почв», Изд-во Колос, Л. 1972.
- «Применение полимерных материалов в сельском хозяйстве», Изд-во Химия, Л. 1976.
- Fundamentals of Agrophysics (Osnovy agrofiziki) by A. F. Ioffe, I. B. Revut, Petr Basilevich Vershinin, 1966, English : Publisher: Jerusalem, Israel Program for Scientific Translations; (available from the U.S. Dept. of Commerce, Clearinghouse for Federal Scientific and Technical Information, Virginia).